# Bobby Convey
Robert "Bobby" Francis Convey (Filadelfia, Pensilvania, Estados Unidos, 27 de mayo de 1983) es un futbolista que actualmente juega para el New York Red Bulls de la MLS.

## Trayectoria
| Período   | Club                  | Partidos (goles) |
| --------- | --------------------- | ---------------- |
| 2000-2004 | D.C. United           | 89 (8)           |
| 2004-2009 | Reading Football Club | 63 (7)           |
| 2009-2011 | San Jose Earthquakes  | 42 (9)           |
| 2012-     | Kansas City Wizards   |                  |

| Período | Club           | Partidos (goles) |
| ------- | -------------- | ---------------- |
| 2000-   | Estados Unidos | 42 (1)           |

- Datos: Q708066
- Multimedia: Bobby Convey / Q708066